# Elena Carrión
Elena Carrión de la Lastra (Santander, Cantabria; 3 de agosto de 1970) es una exjugadora de hockey hierba española que jugaba como portera. Representó a su país en dos Juegos Olímpicos: Atlanta 1996 y Sídney 2000. En 1996 consiguió llegar al octavo puesto y en el año 2000 perdió el partido por la medalla de bronce al ser derrotada la selección española por 2-0 ante los Países Bajos.

## Trayectoria
A los 12 años comenzó a jugar en el colegio de las Esclavas de su ciudad natal. Fue en 1986 cuando pasó a formar parte del Sardinero Hockey Club, en el que se mantuvo hasta terminar su carrera. En la temporada 1987-88 militó en Primera División (la segunda categoría del hockey hierba femenino nacional), y ganó el título consiguiendo ascender a la Liga de Hockey Hierba Femenino al año siguiente. Sin embargo, solo pudieron estar una temporada y bajaron nuevamente a Primera División en la temporada 1989-90, y ahí continuaron hasta la temporada 1991-92, siendo subcampeonas en las temporadas 1990-91 y 1991-92. Esa última temporada fue muy buena y consiguieron el ascenso nuevamente a División de Honor, donde continuó hasta su retiro en la temporada 2001-02, aunque ya se había retirado anteriormente de la selección española en el año 2000.
En la temporada 1994-95 fue subcampeona de la Copa de la Reina de Hockey Hierba, perdiendo la final ante el Club de Campo Villa de Madrid. En 1996 jugó la Recopa de Europa de Clubes, en Róterdam, en la cual terminó en quinto lugar. Ha sido distinguida con la insignia de oro del Sardinero Hockey Club en 1996, la de la Caja Cantabria en 1999, la Medalla de Plata al Mérito del Deporte Cántabro en 1999 y el premio Cepsa Promesa Olímpica en 2000.

## Selección nacional

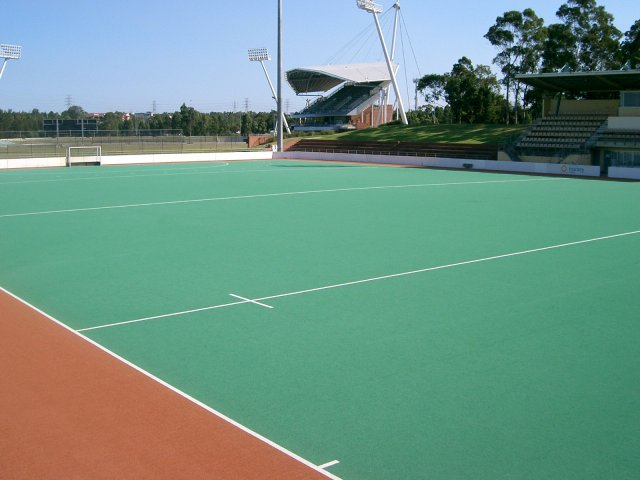
Centro de Hockey de Sídney, donde se disputaron los Juegos Olímpicos.

Ha sido internacional con la selección de hockey sobre hierba de España con la que debutó en 1993. Desde 1987 hasta 1989 formó parte de la selección española sub-18 y sub-21 y disputó el Campeonato de Europa sub-21, en París, en 1988.
Disputó el Campeonato del Mundo, en Dublín, en 1994; el Champions Trophy en Amstelveen en 1993, donde fueron quintas, y Mar del Plata en 1995, donde volvieron a repetir puesto. La Copa Intercontinental, en Harare (Zimbabue), en 1997; el Campeonato de Europa en Ámsterdam en 1995 (en el cual fueron segundas tras la selección de Países Bajos) y Colonia en 1999 (en el cual fueron quintas clasificadas); el Torneo Preolímpico en Milton Keynes (Inglaterra), en 2000, y los Juegos Olímpicos de Atlanta 1996, donde la selección logró el octavo puesto y Elena disputó dos partidos, ante Países Bajos y Estados Unidos.
En los Juegos Olímpicos de Sídney 2000, y con Marc Lammers de entrenador, estaban encuadradas en el grupo C. Se enfrentaron a Australia, Argentina, Corea del Sur y Reino Unido, ganando un partido (Argentina), empatando dos y perdiendo el otro (Reino Unido). Tras esa fase de liga se disputó otra para luchar por las medallas, en la cual quedaron cuartas tras Países Bajos, Argentina y Australia. Con dicho resultado pasaron directamente a disputar la medalla de bronce a las neerlandesas, pero perdieron el partido por 2-0. Durante esta última etapa en la selección vivía en la Residencia Blume en Madrid, donde terminó en 1999 la carrera de Empresariales. Elena disputó siete de los ocho partidos de la selección.

## Estadísticas

### Clubes
| Club                  | País   | Año       |
| --------------------- | ------ | --------- |
| Sardinero Hockey Club | España | 1986-2002 |

## Palmarés

### Distinciones individuales
| Distinción                                      | Año  |
| ----------------------------------------------- | ---- |
| Insignia de oro del Sardinero Hockey Club       | 1996 |
| Insignia de oro de la Caja Cantabria            | 1999 |
| Medalla de Plata al Mérito del Deporte Cántabro | 1999 |
| Premio Cepsa Promesa Olímpica                   | 2000 |